# 耶稣·便·西拉
耶稣·便·西拉（希伯來語：בן סירא，古希腊语：Ιησους，英语：Jesus ben Sira），是一位犹太人，是犹太经文《便西拉智训》的作者。
便·西拉逝世于西元前约170年。曾经居住在耶路撒冷，所以又被称为耶路撒冷的耶稣，以区别于其他同名的人如拿撒勒的耶稣。